# Януш, Леонид Борисович
Леонид Борисович Януш (13 декабря 1897 — 8 июня 1978) — ленинградский художник, представитель классической школы русской пейзажной живописи, инженер-железнодорожник.

«Мне кажется, что каким-то видом искусства должен заниматься или, по крайней мере, быть любителем его каждый человек, считающий себя достаточно культурным.» — Л. Б. Януш, художник, ученый, педагог.

## Биография
В начале XX столетия, в сложный для русского искусства период, когда многие художники увлекались различными авангардными экспериментами, Леонид Борисович Януш стремился придерживаться реалистического направления. Его можно отнести к числу тех мастеров, которые следовали лучшим традициям русской пейзажной живописи.
Родился Леонид Борисович Януш 13 декабря 1897 года в Санкт-Петербурге. Большое влияние на будущего художника оказал его дедушка, генерал-майор Леонид Иванович Януш, преподаватель Пажеского корпуса в Санкт-Петербурге, который давал юному Леониду первые уроки живописи.
В 1912 году семья будущего художника переехала жить в Павловск. Леонид начал учиться живописи в школе Общества поощрения искусств, где его преподавателем стал Н. П. Химона (ученик А. Куинджи). Химона был ярким представителем традиций русской пейзажной школы и оказал большое влияние на Л. Б. Януша.
В 1915 году Леонид окончил Кадетский корпус и поступил в Институт гражданских инженеров, откуда был призван в армию — в то время шла Первая мировая война. 
Леонид мечтал о поступлении в петербургскую Академию художеств, однако судьба сломала его планы. Во второй половине 1918 года умерли его дед и отец, на попечении молодого художника осталась вся семья. Леонид решил посвятить себя тому, что интересовало его не менее живописи: железной дороге. Он устроился работать техником и быстро дослужился до машиниста поезда. В стране шла гражданская война, поэтому молодой машинист водил как гражданские, так и военные эшелоны.
После возвращения в 1920 году в Павловск Леонид продолжил учёбу на паровозном отделении Технологического института. В 1923 году он женился на Екатерине Лазаревне Брызгачевой, уроженке Павловска, через год у них родилась дочь Наташа. В 1927 году семья переехала в Петроград, началась активная научно-педагогическая деятельность художника. Он преподавал курс теории и конструкции паровозов. Им было написано несколько книг под общим названием «Конструкции паровозов железных дорог», изданных в период с 1929 по 1935 годы. По этим книгам обучалось несколько поколений инженеров. В этот период Л. Б. Януш меньше занимался живописью, однако часто писал этюды. Тогда же он создал ряд картин на железнодорожные темы, некоторые из них сейчас находятся в Музее железнодорожного транспорта в Петербурге.
В 1927 году начались гонения на научную интеллигенцию, Л. Б. Януш был уволен из института и долго не мог найти постоянную работу. В этот период он вернулся к живописи и стал заниматься в студии изобразительного искусства при Доме инженерно-технических работников. Вскоре Леонид Януш познакомился с Аркадием Александровичем Рыловым, у которого многому научился.
Перед началом Великой Отечественной войны Леонид Борисович пришёл работать в Военно-транспортную Академию. В конце 1941 года Академия была эвакуирована в Кострому, где Леонид Борисович, наряду с основной работой, начал активно заниматься живописью. Он исходил десятки километров и написал множество этюдов старинного волжского города и его окрестностей. Помимо живописи художник продолжал заниматься научной работой и в 1942 году получил степень кандидата наук.
В конце 1944 года Академия вернулась в Ленинград. Л. Б. Януш продолжил работать в Академии. В 1947 году им была изобретена новая конструкция парораспределительного механизма для паровозов, но в связи с переходом на электрическую и тепловую тягу, его изобретение потеряло актуальность. В 1950 году вышла его книга «Русские паровозы за 50 лет». В общей сложности за период работы в Военно-транспортной Академии им было создано более тридцати печатных трудов по паровозам и целый ряд учебных пособий и методичек по инженерной графике. Немалых успехов Леонид Борисович добился в живописи, ежегодно участвуя в выставках ленинградской организации Союза художников.
В 1962 году состоялось знакомство Леонида Борисовича с директором Дворца-музея города Павловска — Анной Ивановной Зеленовой. Он написал портрет этой замечательной женщины, в годы войны героически спасавшей экспонаты дворца и парка. С разрешения Зеленовой он создал целый ряд блестящих интерьеров дворца, архитектурных ансамблей и природы одного из красивейших парков мира.
В 1970-е годы художником была создана целая серия акварельных интерьеров Дома ветеранов сцены на Петровском острове, в городе Ленинграде.
В годы 75-летия и 80-летия художника в Ленинграде прошли его персональные выставки, высоко оцененные любителями русской живописи.
Умер Леонид Борисович 8 июня 1978 года. Он похоронен в Павловске рядом с могилами своего отца и деда, там же похоронены его жена и дочь.

## Творчество

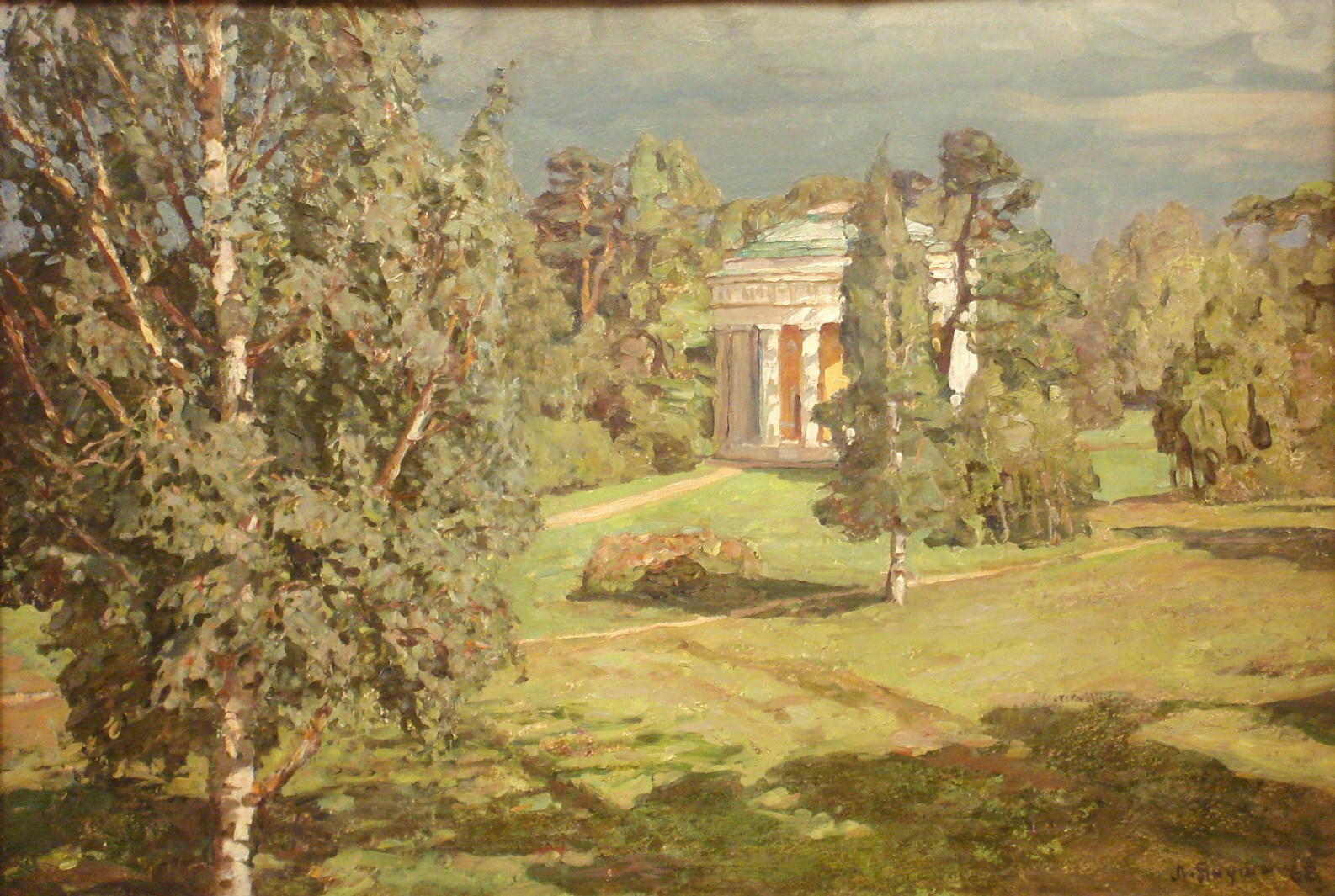
«Павловск. Храм Дружбы» (1968)
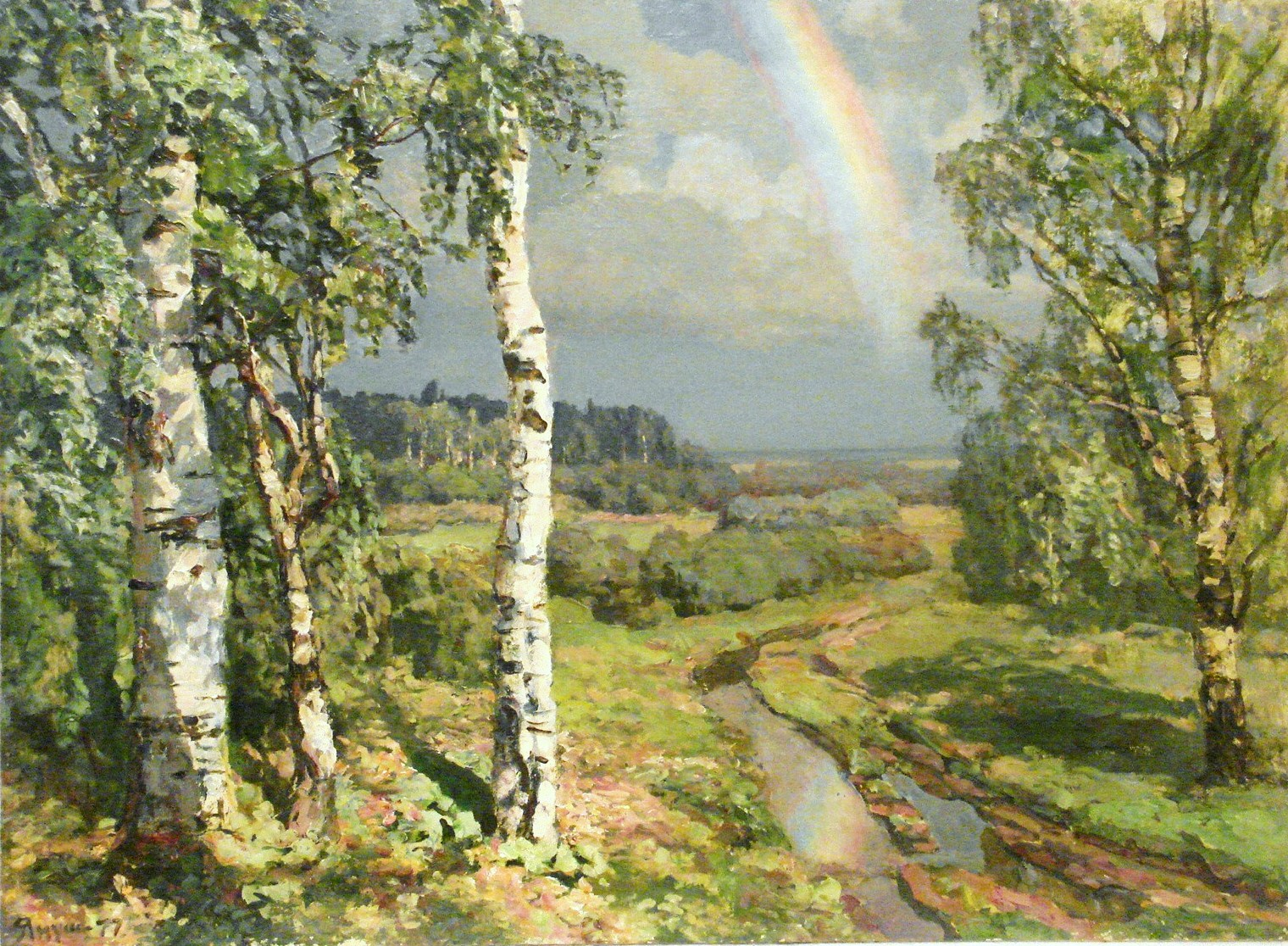
«Гроза прошла» (1977)
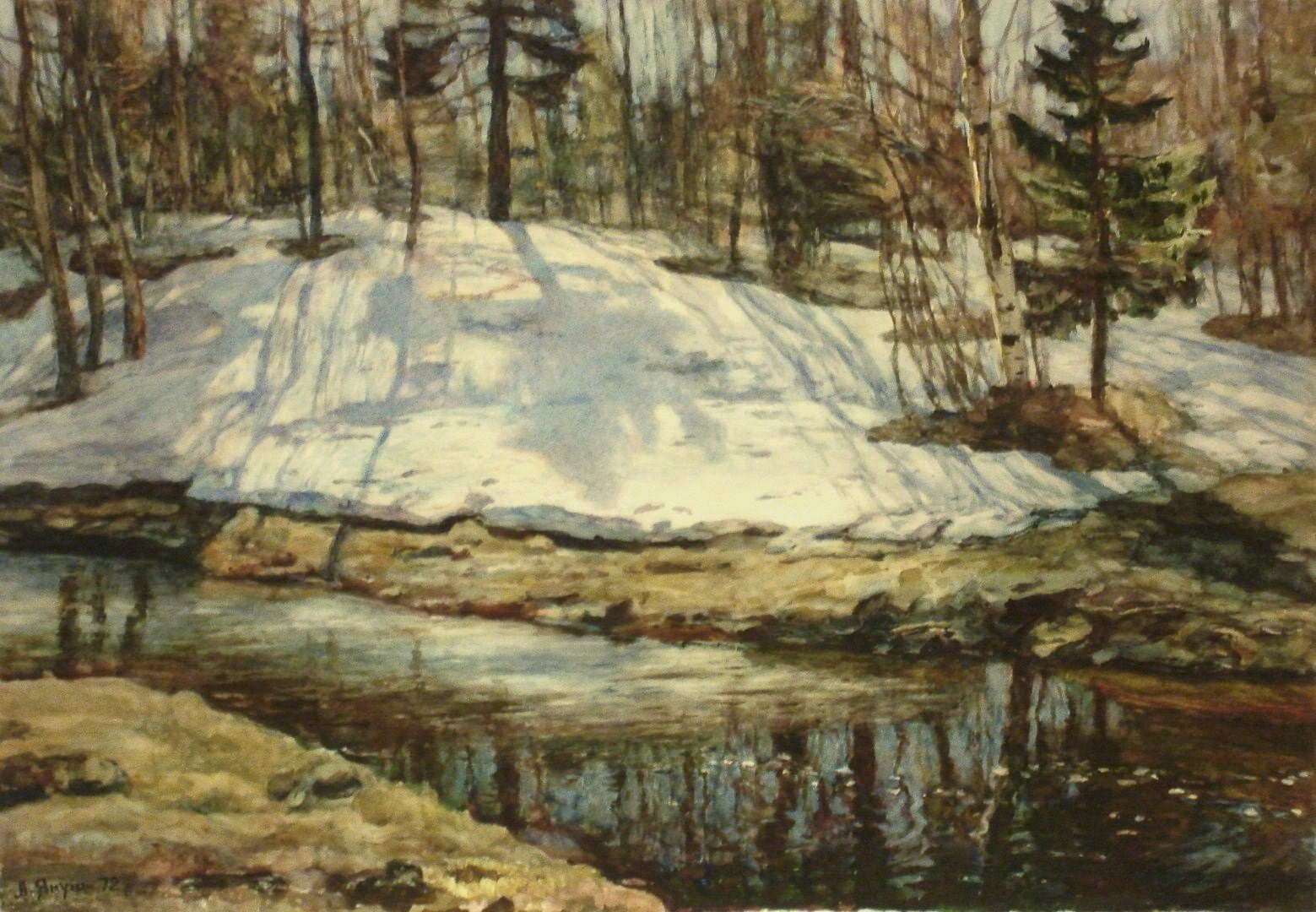
«Черная речка» (1972)
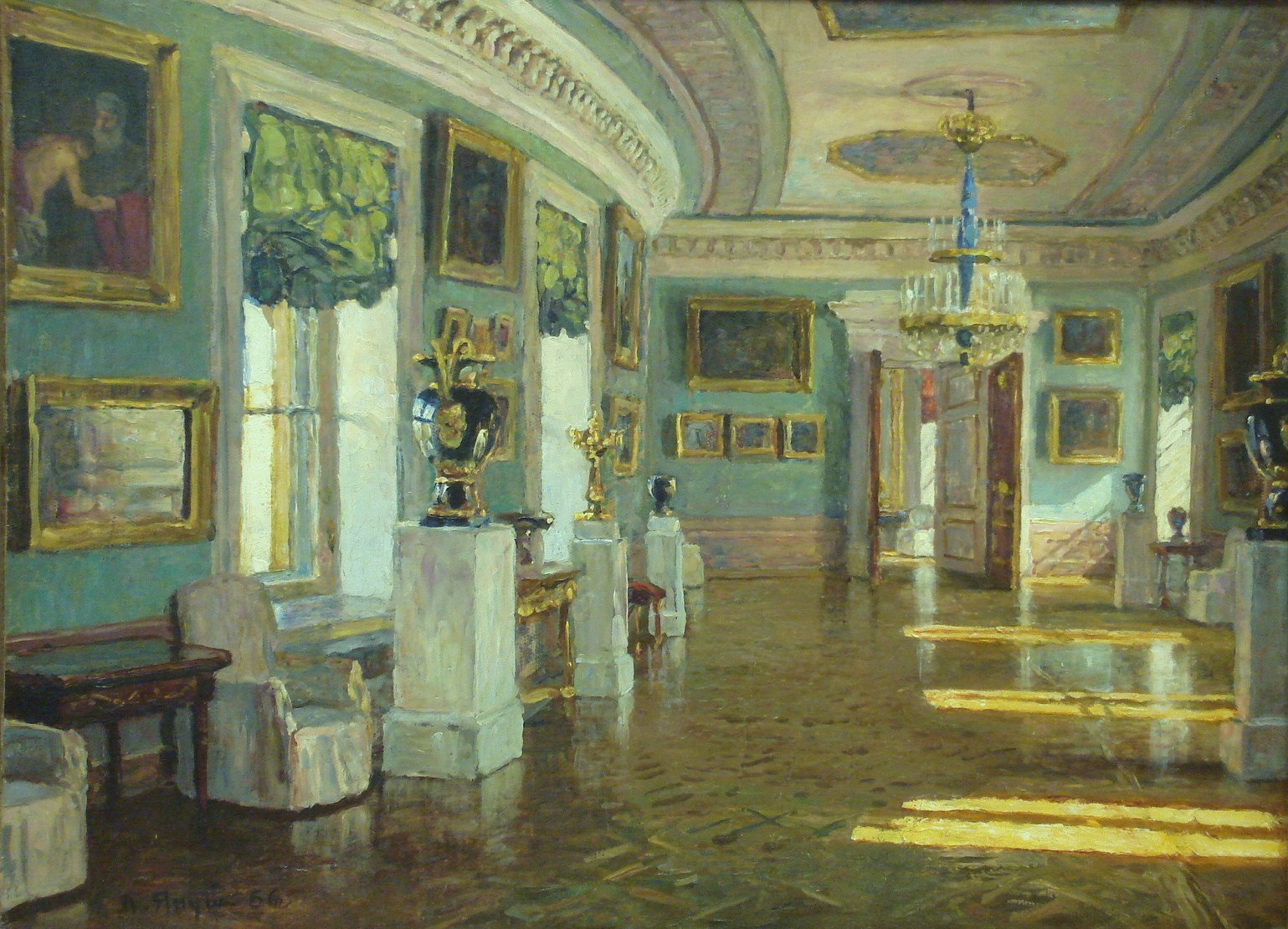
«Павловск» (1966)
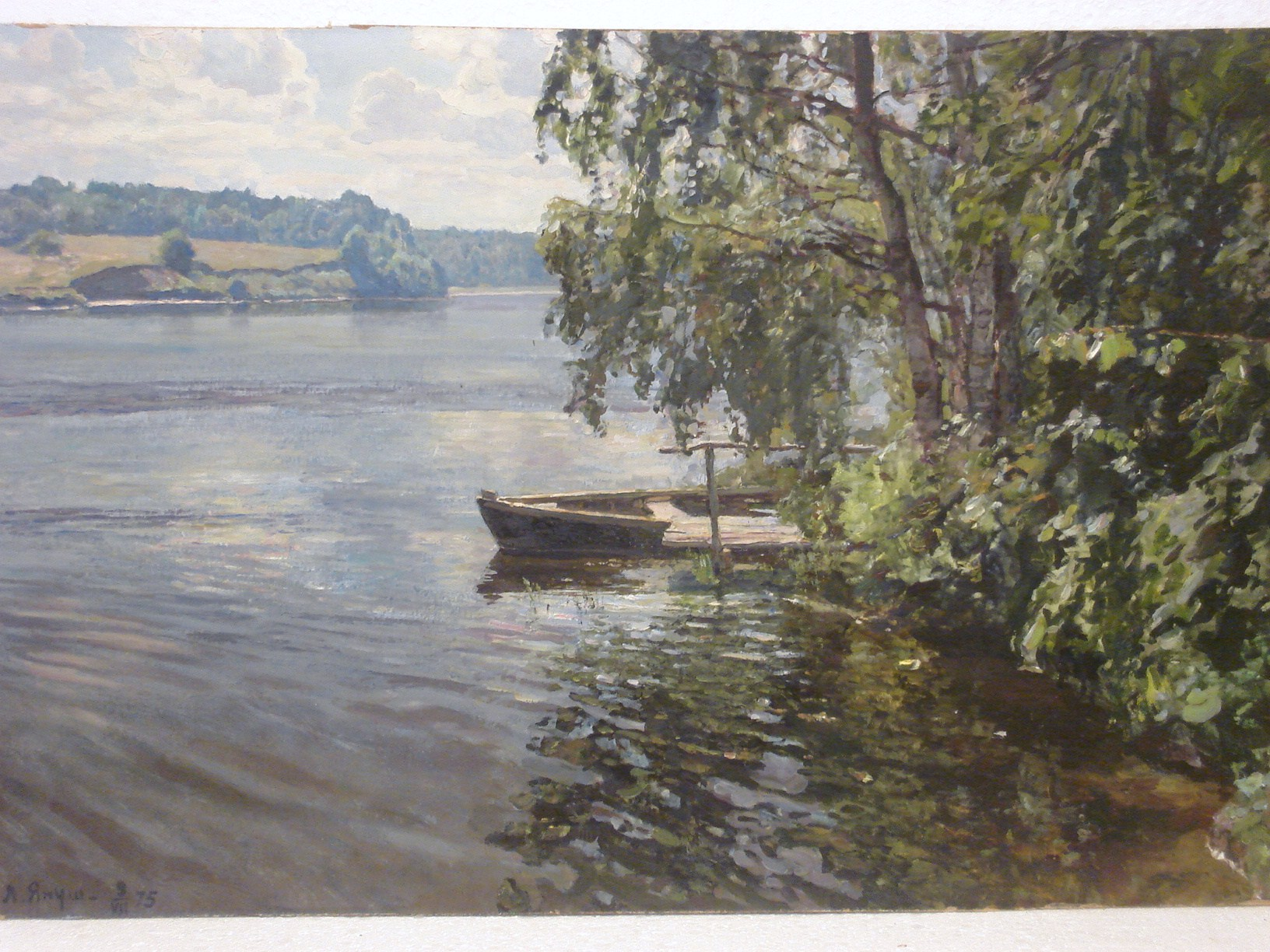
«Река Мга» (1975)
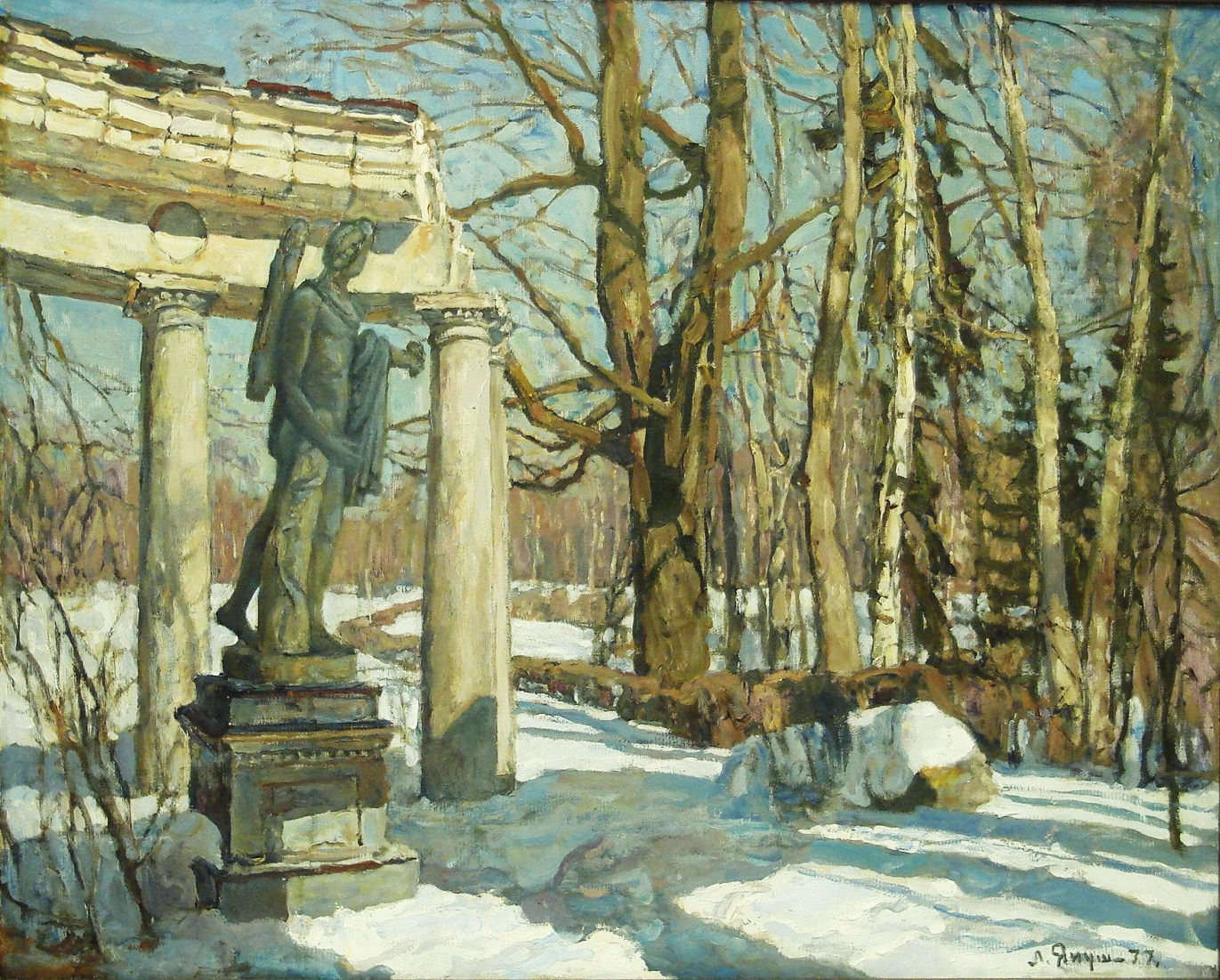
«Павловску 200 лет» (1977)